# Bossig kronkelsteeltje
Bossig kronkelsteeltje (Campylopus fragilis) is een soort uit het geslacht kronkelsteeltje (Campylopus). Het komt voor in humeuze en niet te zure noordhellingen in de kalkarme duinen. De soort groeit in ijle zoden. De dicht bebladerde stengels en de droog spiraalvormig gekromde lijnvormige broedblaadjes zijn in het veld bruikbare kenmerken om de soort van breekblaadje te onderscheiden. 

## Kenmerken
Bossig kronkelsteeltje vormt losse tot dichte, tot 3 of 4 centimeter hoge, groene tot geelgroene gazons met witachtige doorschijnende bladvoeten. De stengels hebben een roodbruin rizoïdenvilt, zijn plukzwaar aan de bovenkant en hebben dichte bladeren. De bladeren zijn 4 tot 5 millimeter lang, recht, stijf rechtopstaand, lancetvormig priemvormig met een gegroefde priem en gekartelde bladpunt. Naar de bladbasis toe zijn ze iets versmald, zodat het breedste punt ongeveer een achtste tot een kwart van de lengte van het blad is. De bladnerf beslaat ongeveer een derde tot de helft van de bladbreedte aan de bladbasis. De dwarsdoorsnede van de ribbe toont een laag met grote hyaliene cellen aan de bovenzijde (ventrale zijde), een middelste laag deuterocellen in grotendeels gelijke aantallen en dorsale groepen stereïden. De lamina cellen zijn hyaliene, rechthoekig en dunwandig onderaan, onregelmatig gevormd boven, de meerderheid ongeveer ruitvormig. Bladvleugelcellen zijn niet gedifferentieerd. Aan de toppen van de scheuten worden vaak talrijke kleine, lancetvormige broedbladeren gevormd, die worden gebruikt voor vegetatieve vermeerdering. Sporenkapsels zijn zelden aanwezig.

## Ecologie
De soort vermijdt kalk, maar is toleranter ten opzichte van basen dan andere soorten uit het geslacht kronkelsteeltje, vestigt zich op neutrale tot lichtzure substraten en vermijdt sterk zure locaties. Het groeit op vochtige, schaduwrijke plekken op aarde, humus, veen, zandgrond, op kalksteenvrije rotsen of in spleten.

## Verspreiding
Bossig kronkelsteeltje heeft een oceanisch-montaan verspreidingsgebied. In Europa ligt het zwaartepunt in West-Europa. Het komt voornamelijk voor in de submontane hoogtezone en alleen verspreid. Deze soort is waarnemingen in de Kaukasus, in Turkije, in de Himalaya, in Japan, in Oost-Afrika, op de Atlantische eilanden en in Noord- en Zuid-Amerika.
In Nederland is bossig kronkelsteeltje zeer zeldzaam. Het staat op de rode lijst in de categorie 'Gevoelig'. Het voorkomen beperkt zich vrijwel tot de duinen in de omgeving van Bergen, Texel en een locatie op Schiermonnikoog. In het verspreidingsbeeld is de afgelopen halve eeuw weinig veranderd. De spaarzame binnenlandse vondsten werden gedaan in vochtige heideterreinen. De meeste vondsten zijn echter al meer dan anderhalve eeuw oud en de soort zal hier veelal definitief verdwenen zijn. In 1989, 1992 werden twee populaties van bossig kronkelsteeltje gevonden bij Soesterberg.

## Fotogalerij

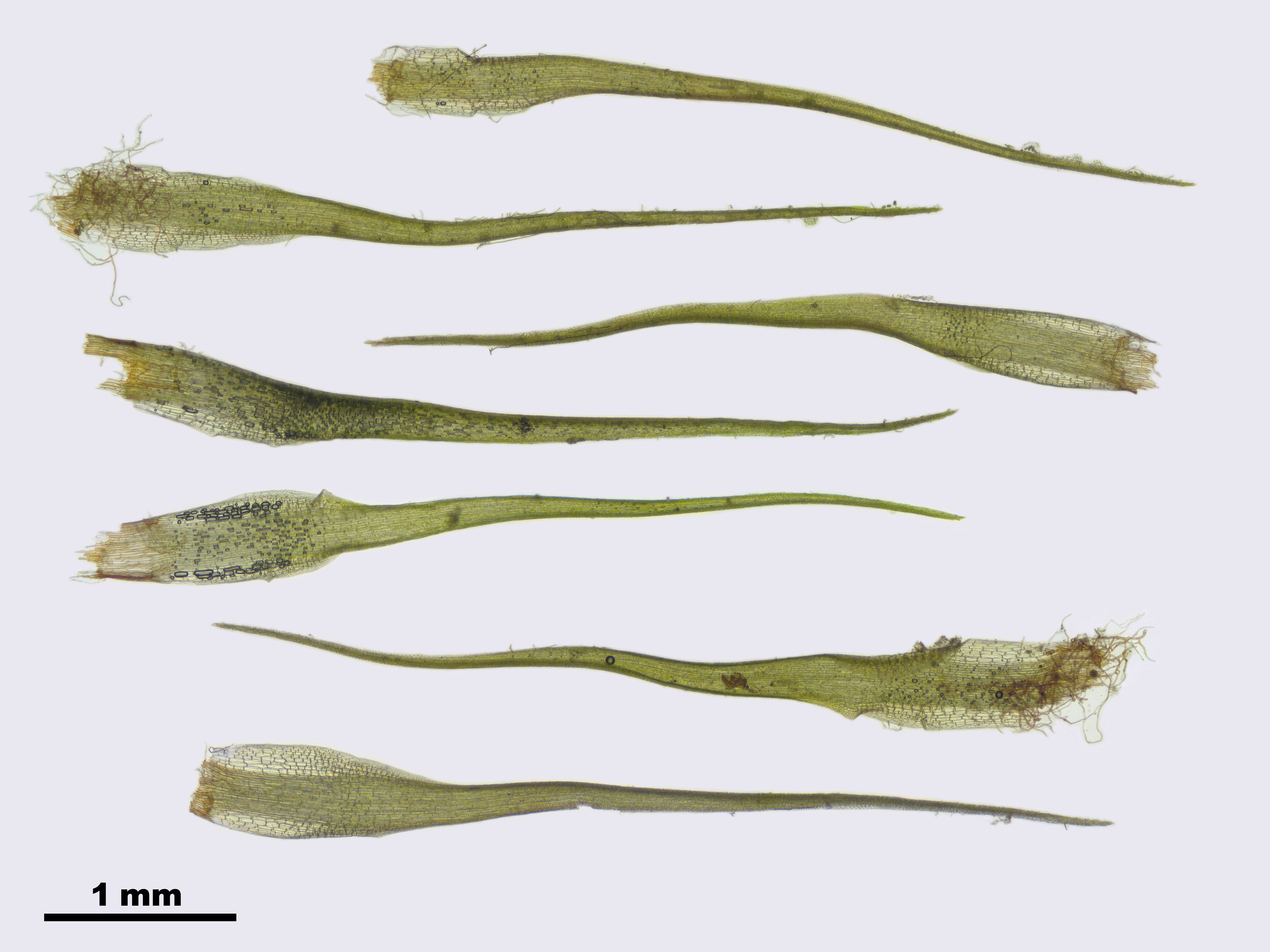
Bladeren
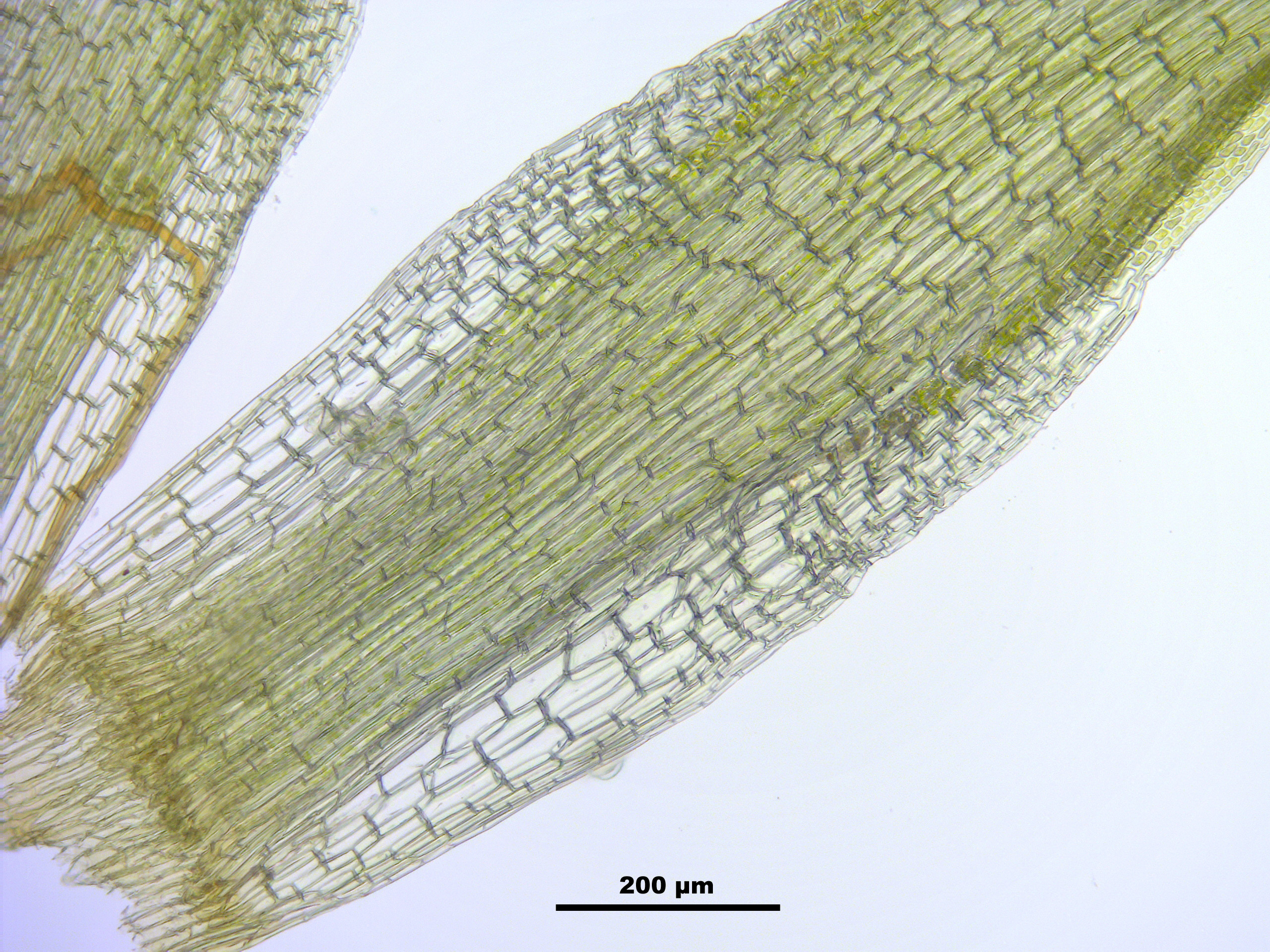
Bladvoet
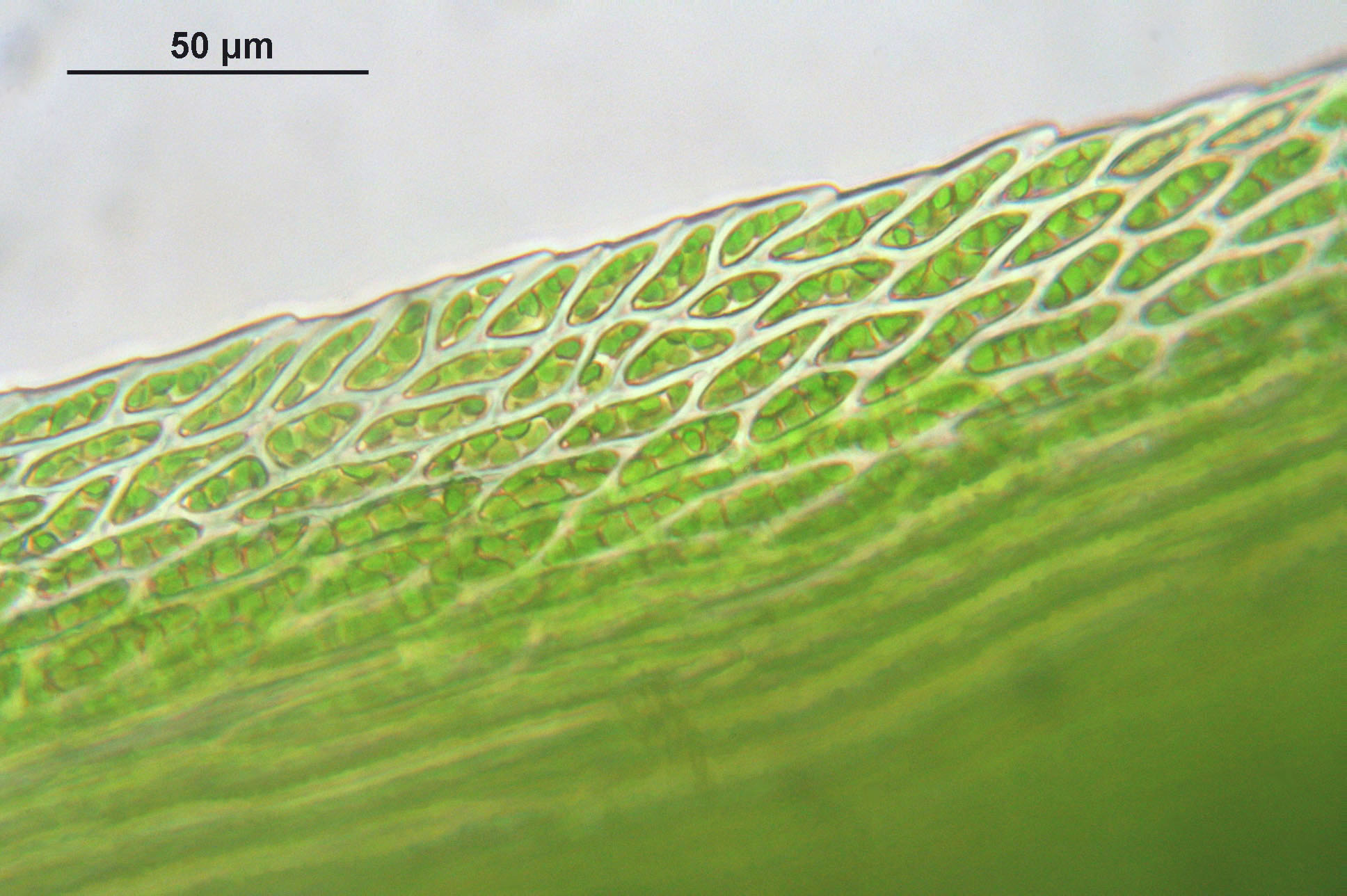
Bladcellen
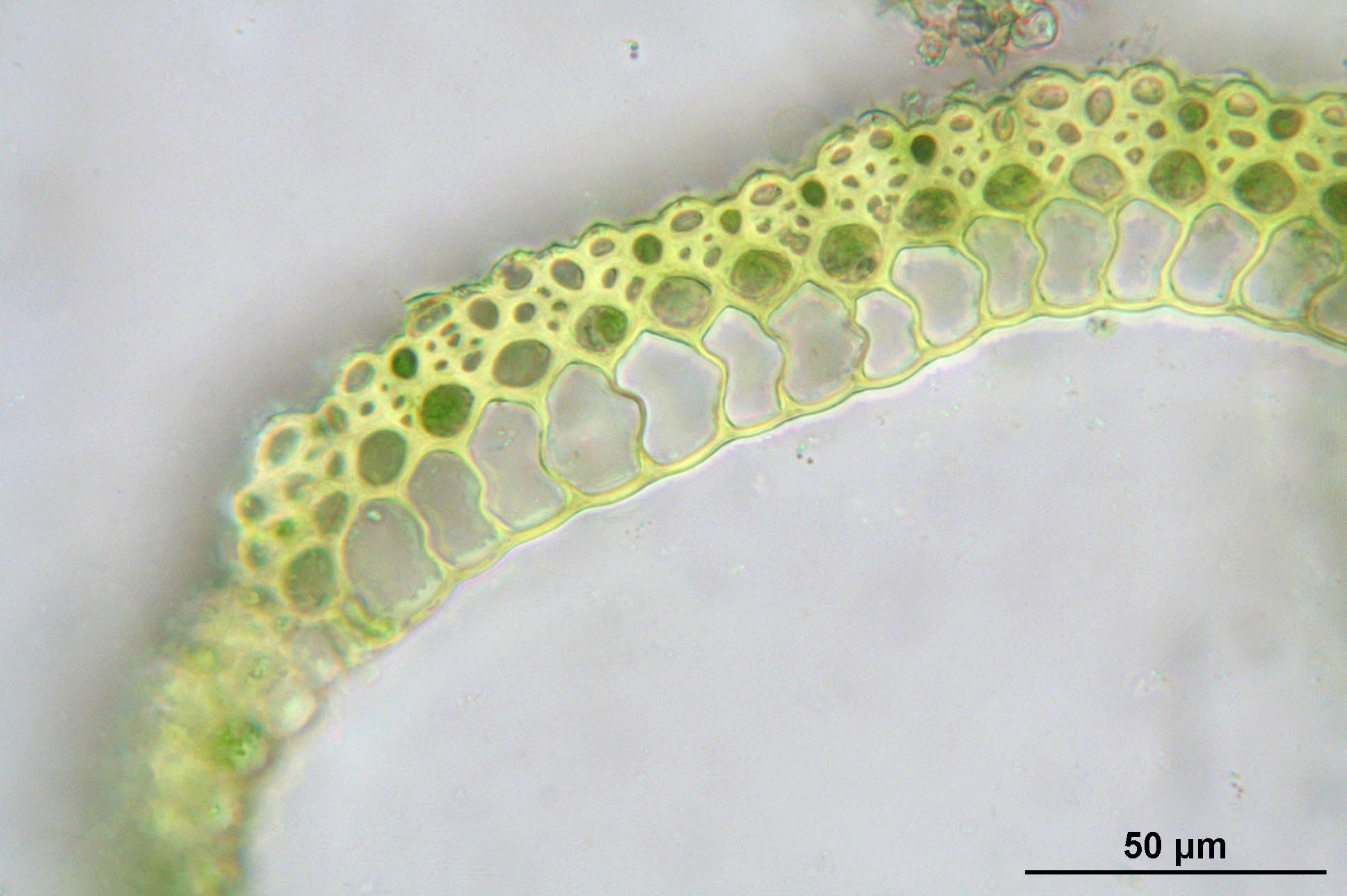
Bladdoorsnede